# 在ミャンマー日本国大使館
在ミャンマー日本国大使館（ビルマ語: မြန်မာနိုင်ငံဆိုင်ရာဂျပန်သံရုံး、英語: Embassy of Japan in Myanmar）は、ミャンマーの旧首都にして最大都市ヤンゴン（ラングーン）にある日本の大使館。2024年9月27日より、吉武将吾が臨時代理大使を務めている。

## 沿革
- 1942年3月、日本軍の軍事訓練を受けたアウンサンらビルマ独立義勇軍が、日本軍と呼応して長らくイギリスに支配されていたビルマの首都ラングーンを占領する。[5]
- 1943年8月、それまでにビルマ全土を占領していた大日本帝国がビルマ国の独立を承認する。[5]
- 1943年8月1日、日緬同盟条約が締結される。[6]
- 1943年8月、ラングーンに在ビルマ日本帝国大使館が開設される。[注釈 1][7]
- 1943年11月23日、在ラングーン日本帝国総領事館（英語: Consulate-General of Japan in Rangoon）が開設される。[8]
- 1945年3月27日、アウンサン率いるビルマ国民軍（ビルマ独立義勇軍より改称）が反日武装蜂起を決行する。
- 1945年6月15日、イギリス軍と呼応してラングーンを解放したビルマ愛国軍（ビルマ国民軍より改称）が戦勝パレードに参加する。
- 1945年8月15日、第二次世界大戦の敗戦により大日本帝国が崩壊[9]、この時までにラングーンの帝国大使館と帝国総領事館も閉鎖されている。イギリスはビルマの独立を承認せず再度自国の支配下に置く。
- 1948年1月4日、ビルマがイギリスから独立する。[10]
- 1952年4月12日、来たる日本国の独立に先駆けて「在外公館の名称及び位置を定める法律」が制定され、在ビルマ日本国大使館の設置が定められる。[11]
- 1952年4月28日、サンフランシスコ平和条約の発効により日本国が独立したが、ビルマは同条約の締結国ではない。[12]
- 1954年11月5日、ラングーンで日本国とビルマ連邦との間の平和条約（日緬平和条約）が締結され、日緬両国が国交再開に合意して[13]、ラングーンの日本国大使館がビルマで正式に承認される。
- 1989年6月18日、ビルマが国名をミャンマーに、首都ラングーンをヤンゴンに改称して[14]、これに伴いヤンゴンの大使館も在ミャンマー日本国大使館と改称される。
- 2006年2月17日、ミャンマーの首都がヤンゴンからネピドーに移転したが、日本国大使館は引き続き旧首都のヤンゴンに留まっている。[15]
- 2024年9月27日、丸山市朗大使が離任したが、後任の大使を派遣すればミン・アウン・フライン国家行政評議会議長率いる軍事政権に信任状を提出する必要があり、軍事政権を承認したと受け止められる懸念があり、日本政府は後任の大使を派遣せず、臨時代理大使が在外公館長を務めている。[1][2][3][4]

## 所在地
| 日本語   | ヤンゴン市バハン郡区ナトマウク通り100番地     |
| ビルマ語 | အမှတ် (၁၀၀)၊ နတ်မောက်လမ်း၊ ဗဟန်းမြို့နယ်၊ ရန်ကုန်မြို့              |
| 英語     | No. 100, Natmauk Road, Bahan Township, Yangon |

## 2021年ミャンマークーデターへの対応

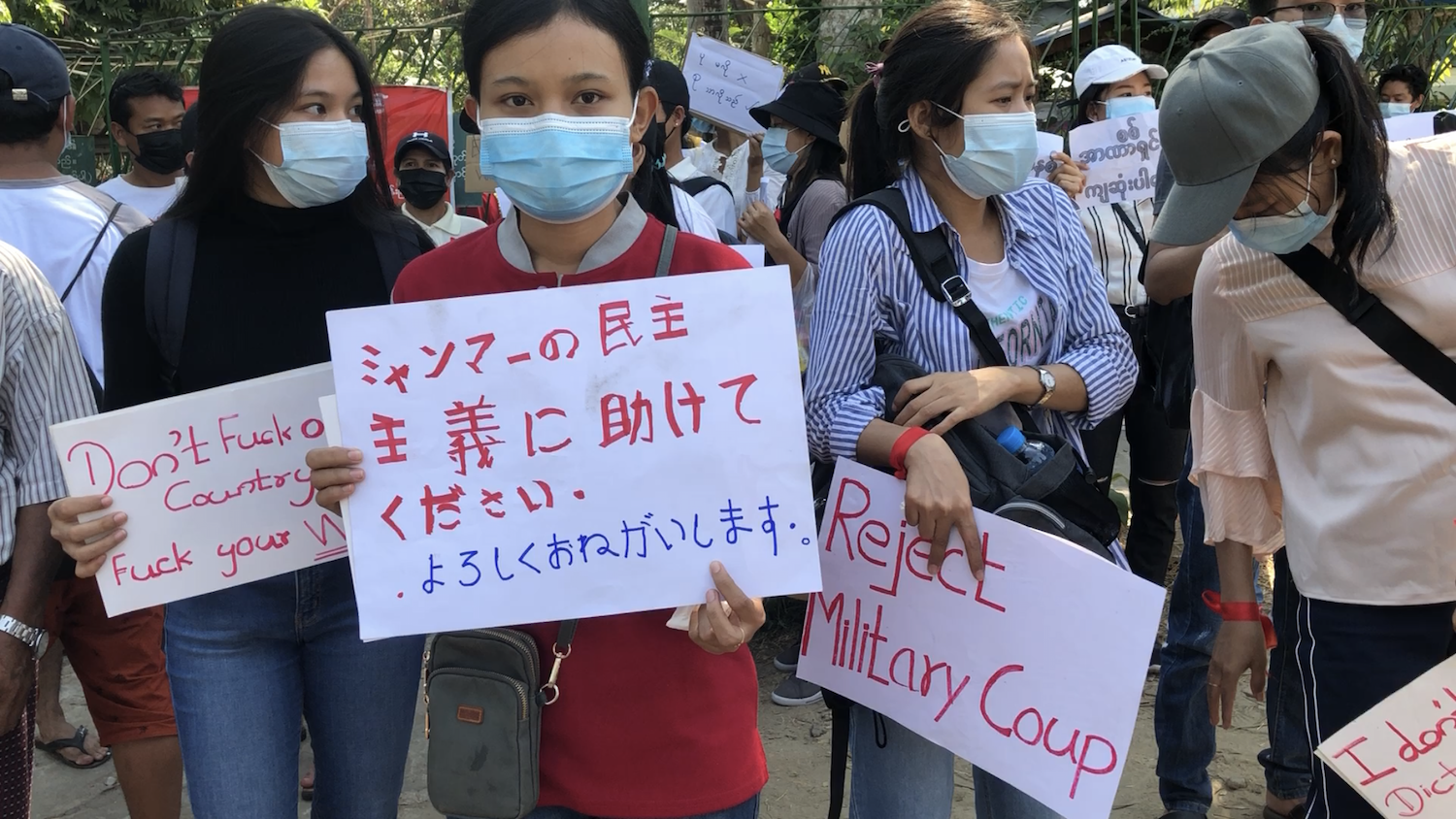
在ミャンマー日本国大使館の前で反クーデター抗議デモをする市民

2021年2月1日、ミン・アウン・フライン上級大将が実権を握る国軍がウィンミン大統領とアウンサンスーチー国家最高顧問を筆頭とする与党国民民主連盟（NLD）の幹部を一斉に逮捕した後、国権掌握を宣言して非常事態宣言を発出（いわゆる2021年ミャンマークーデター）。この事実上のクーデターを受けてミャンマー市民は最大都市ヤンゴンなどで連日反軍政デモを行い、2月20日にはヤンゴン市内にある日本国大使館前でも抗議の声を挙げたが、丸山市郎大使は大使館の敷地内に閉じ籠らずデモ隊との直接対話に応じ、ビルマ語で「皆様の要請文は責任を持って日本政府に提出する」と約束した上で、日本側も軍政に対してアウンサンスーチーとウィンミンを含む全ての政治家の釈放と平和的かつ民主的な解決を求めていることを述べた。
事実上のクーデター発生から1ヶ月以上を経てなお鎮まらないミャンマーの擾乱を受けて、2021年3月9日以降、日本国外務省は在緬大使館の領事メールを通じて連日在ミャンマー日本人に対して帰国検討を促している。ただし、外務省の定める危険情報においてミャンマーは依然「不要不急の渡航自粛」のレベル2に止まっており、在緬邦人を乗せる臨時帰国便を飛ばすには至っていない。